# Niels Arnth-Jensen
Pour les articles homonymes, voir Jensen.
Niels Arnth-Jensen, né le 27 septembre 1883 à Gerlev (Danemark) et mort le 26 février 1966 à Slagelse (Danemark), est un homme politique danois membre du parti Venstre, ancien ministre et ancien député au Parlement (le Folketing).

## Biographie

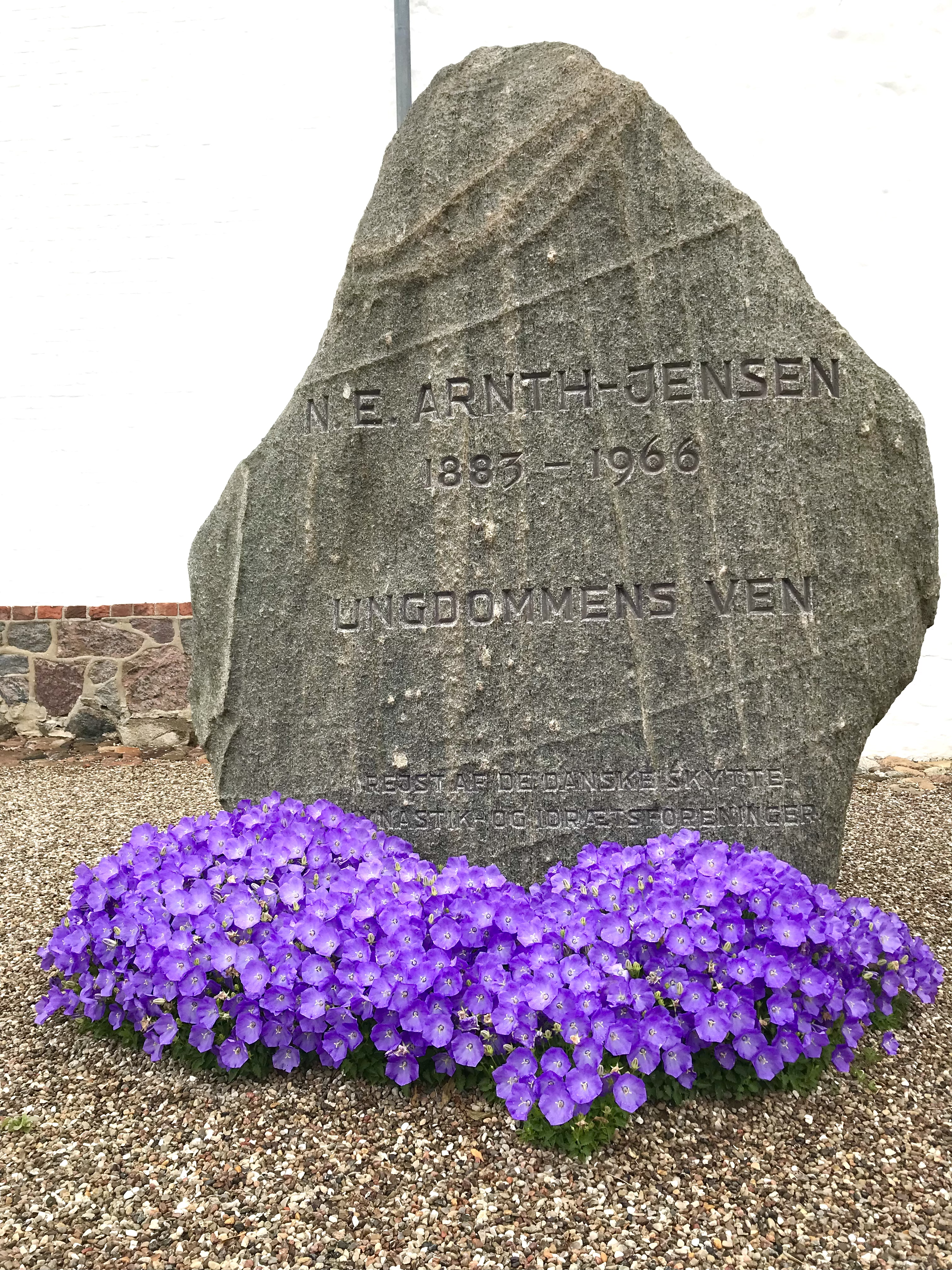
Gerlev kirkegård, Danemark

## Décoration
- Commandeur de l'ordre du Dannebrog